# Boris von Vietinghoff-Scheel

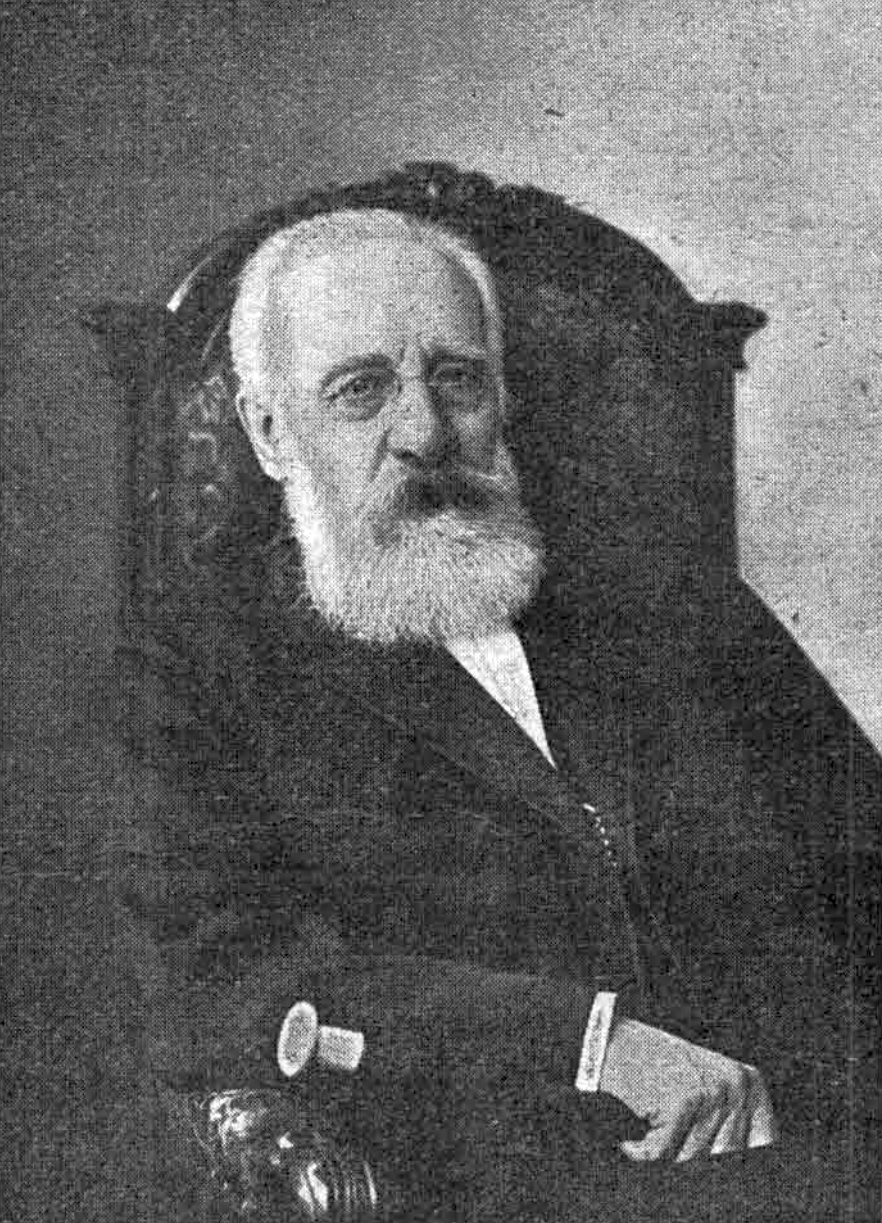
Boris Vietinghoff-Scheel

Boris Alexandrowitsch Baron von Vietinghoff-Scheel (russisch Борис Александрович Фитингоф-Шель; * 14. Augustjul. / 26. August 1829greg. in Morschansk; † 13. Septemberjul. / 26. September 1901greg. in St. Petersburg) war ein russischer Komponist.

## Leben
Boris entstammte dem baltischen Geschlecht der Barone von Vietinghoff-Scheel. Er verfolgte zunächst eine Offizierslaufbahn in der Kaiserlich Russischen Armee. Nach seinem Abschied begann er unter dem Einfluss von Henselt, Vogt, Dargomyschski, Marx und Fétis als Dilettant bzw. Autodidakt Stücke zu komponieren. Er soll sehr talentiert gewesen sein und wird mit seinem Werk der russischen Romantik zugeordnet.

## Werke
Opern
- Mazeppa (1859)
- Tamara (1886)
- Don Juan de Tenorio (1888)

Ballette
- Die Tulpe von Haarlem (Choreographie von Lew Iwanow; 1887)[1]
- Cendrillon (1893)

Neben weiteren Opern, Märschen etc. sind ca. 80 kleine Kompositionen der Kirchen- und Kammermusik von ihm bekannt.